# Сорохта
Сорохта — село в Комсомольском районе Ивановской области Российской Федерации, входит в состав Писцовского сельского поселения.

## География
Село расположено в 9 км на северо-восток от центра поселения села Писцово и в 30 км на северо-восток от районного центра города Комсомольскa.

## История
В XVI-XVII веках по административно-территориальному делению село входило в состав Костромского уезда в Сорохотский стан. В 1628 году упоминается церковь «Преображение Спасово в селе Сорохте в поместье Божена Симонова». В 1627-1631 годах «за Баженом Офонасьевым Симоновым в поместье по ввозной грамоте 1617 г. за приписью дьяка Горасима Мортемьянова, село Сорохта, а в селе на государеве цареве и великаго князя Михаила Федоровича всеа русии земле церковь Преображение Господе древена клетцки». В мае 1671 года «Боженово поместье Симонова отказано сыну его Миките, а в селе церковь шатровая Преображение Господне, да в приделе Николы чудотворца». В июне 1694 года «Никитина вотчина Симонова треть отказана зятю его стольнику Михаилу Андрееву Елизарову». В октябре 1712 года «запечатан указ о освящении церкви по челобитью Михаила Андреева Елизарова, велено в вотчине его в селе Сорохте новопостроенныя церкви Живоначальныя Троицы да придел Иоанна Предтечи освятить г. Костромы Богородицкаго собора протопопу Андрею». В октябре 1721 года «запечатан указ о строении церкви по челобитью Афонасия Елизарова, велено ему в Нагорной десятине в селе Сорохте вместо ветхих церквей на том же церковном месте построить вновь церкви во имя Преображения Господня да в приделе Николая чудотворца». 
Преображенская каменная церковь с колокольней построена в 1798 году на средства прихожан. Церковь была обнесена каменной оградой, внутри коей приходское кладбище. Престолов было три: в холодной в честь Преображения Господня, в теплой во имя святителя Николая Чудотворца и во имя св. ап. Петра и Павла.
В конце XIX — начале XX века село являлось центром Сорохтской волости Нерехтского уезда Костромской губернии, с 1918 года — Иваново-Вознесенской губернии.
С 1929 года село являлось центром Сорохтского сельсовета Писцовского района Ивановской области, с 1932 года — в составе Комсомольского района, с 1954 года — в составе Дмитриевского сельсовета, с 1961 года — в составе Писцовского сельсовета, с 2005 года — в составе Писцовского сельского поселения.

## Население
| 1872 | 1897 | 1907 | 2002 | 2010 |
| ---- | ---- | ---- | ---- | ---- |
| 264  | ↗269 | ↘175 | ↘114 | ↘80  |